# サルヴァトーレ・グラヴァーノ
サルヴァトーレ・“サミー・ザ・ブル”・グラヴァーノ（Salvatore "Sammy the Bull" Gravano, 1945年3月12日 - ）はガンビーノ一家のアンダーボス（Underboss）で、マフィア側から政府側に寝返った人物。
家族は姉が2人、彼が生まれる前に女児と男児が一人ずつ死亡している。父ジロルランド（通称ゲリー）、母カテリーナ（通称ケイ）は共にシチリア出身。

## 人物
身長は165cmほどで体重は80kgあり、筋骨隆々の身体（デカ・デュラボリン（Deca-Durabolin）というステロイド剤を使っていた）で前腕はビール樽ほどの太さがある。さらに彼は平気で人を殺すと思われていたことから「サミー・ザ・ブル（雄牛）」とニックネームがあった。
1971年4月16日にデブラ・シベッタ（Debra Scibetta）と結婚し、その後2人の父親になる。
自分に楯突く者は何の躊躇いもなく殺す冷血漢だった。自分の妻の弟のニック・シベッタ（Nick Scibetta）が借りた金を返さないという理由とガンビーノ一家の構成員の家族とトラブルがあったという理由のため、ニックの殺害に賛成した。ポール・カステラーノ本人から殺しの命令が出ていた。金銭面のトラブルで同じガンビーノ一家のルイ・ディボーノを殺すと脅した。ディボーノは後にジョン・ゴッティを騙し、怒りを買ってしまい暗殺される。FBIの情報によると、サミーが犯した殺人は19件だという。

## プロフィール
生まれ育ったのはブルックリンの南西部のベンソンハースト地区（Bensonhurst）というイタリア系の多い地区で、ジョゼフ・プロファチやジョゼフ・コロンボの住居があった。フランキー・イェールの葬儀が行われた場所でもある。
サルヴァトーレは重度の識字障害児で、単語の区別がつかなくgodがdogに3が8に見えたりと、そのため第4学年を留年した。自叙伝では13歳の頃にはランパーズというギャングに入っていた。学校の校長に両親を侮辱されたとき校長の顔を殴り、別の学校に移されるという事件があり、16歳のとき学校で暴力事件を起こし退学になったという。学校を辞めた後ランパーズの仲間と強盗や窃盗を繰り返すようになる。
1964年、19歳のときに軍隊に入って2年間の徴兵生活を送る。徴兵が終わりベンソンハーストに戻ると再びランパーズの仲間と窃盗などをする。
1968年にコロンボ一家の大物カーマイン・パーシコ（Carmine Persico）（後にボスになる）と会う。サミーからすれば生きた伝説のような人物だったので、彼と会ったことは誇らしかったとサミーは語っている。自叙伝によると、この頃サミーはジョー・コロンボの息子のジョセフ・ジュニアと兄のアンソニーを殴り合いの喧嘩で倒したことがあり、喧嘩の後でコロンボの部下に呼び出されてコロンボとも会ったことがあるとされる。
1968年にマフィアの準構成員になり最初に入ったのはボスとは多少面識があったコロンボ一家だったのでサミーはうれしかった。最初はパーシコの部下のショーティ・スペーロの兵隊として強盗などをした。コロンボが行なったイタリア系アメリカ人公民権協会の運動のとき、コロンボの命令でサミーはショーティ・スペーロと嫌々だがデモ隊の先頭に立った。後に当時のことを、FBIや警察を敵に回したし、他のファミリーからも反発があったのでやる意味はないと思っていた、と語っている。
この頃、ポーカーなどを夜中から朝にかけて営業する闇クラブの経営に関わり、マティ・ガンビーノと金銭トラブルを起こしている。
1970年春に組織からの命令で初めて殺人を犯した。その相手は、ジョー・コルッチという同じコロンボ一家のメンバーだった。殺しの仕事をやったことに対しての尊敬の意味で顔が利くようになったという。この事件で警察に捕まることはなかった。
コロンボ一家からガンビーノ一家に移ることになった経緯として、自叙伝ではショーティの兄弟のラルフ・スペーロとの関係悪化を理由にしている。ガンビーノ一家では幹部のトッド・アウレットの組に入った。サミーはトッドのことを自分の父親に似ており好きになった。彼からコーサ・ノストラの歴史について話してもらったこともある。カルロ・ガンビーノには一度だけ会ったことがあり、トッドの紹介で挨拶をした程度だったが、1976年のガンビーノの葬儀には当然参列した。
1974年にマフィアの生活に疲れ、一時期姉のフランの夫エディ・ガラフォーラが共同経営している小さな建設会社など、堅気の仕事につく。しかし殺人事件のトラブルに巻き込まれ、保釈金を立て替えてくれたトッドに借金を返すため(堅気の仕事では返済が追いつかなかった)、再び強盗業に戻る。

## マフィアの世界へ
1976年に正式にマフィアの構成員(メイド・マン：Made man)になった。ポール・カステラーノ、アニエロ・デラクローチェ、その他ガンビーノ一家の幹部連中の前でコーサ・ノストラへの忠誠の誓いを立てた。
構成員になってから建築業を本格的に始めようとしたとき、建設業好きのカステラーノが色々とアドバイスをしてくれ面倒を見てくれたという。自叙伝ではポールのおかげもあってか、建築業は好調に始まった。その利益から闇クラブや大型ディスコなどを始めた。1982年ごろにはコンクリート業にも手を出し順調に事業を拡大していった。また、妻のデブラが高額宝くじに当選したとのことだが、このデブラの収入も含めて上記は全て自叙伝での主張であり、事実かどうかは疑問。後述の通り、収入のかなりの割合が麻薬売買によるものだと考えた方が妥当である。（ちなみに、アメリカでは高額宝くじの当選くじが当選金以上の高値で売買されることがある。これは「宝くじに当たった」ことにすれば、正規の所得等では説明できない資金を合法化（マネーロンダリング）できるためである）

### クーデター
1985年9月下旬にアンジェロ・ルッジェーロ、ジョン・ゴッティにカステラーノを暗殺する計画を聞かされる。フランク・デチッコと話し合い、ルッジェーロとゴッティに協力することに決める。自叙伝では、この時サミーとデチッコは、ゴッティがその後ボスになってうまくいかなかったら、ゴッティを殺してデチッコがボス、サミーがアンダーボスになるという話までしていたと主張している。
1985年12月16日にカステラーノとアンダーボスのトーマス・ビロッティが暗殺された後、一家の会議でゴッティがボス、デチッコがアンダーボスに決まる。この時にサミーのカポだったトッドは引退を決め、サミーは彼のグループを引き継ぎカポになった。このときの会議でゴッティやサミーの若手構成員は古株構成員に文句を言わせないため、銃を見せて会議中、威嚇していたと言う。

### 逮捕
その後、1986年にデチッコが暗殺され、後を継いだジョゼフ・"パイニー"・アルモーネ（Joseph "Piney" Armone）が逮捕されたために1990年にサミーはアンダーボスに昇格したが、本部のレヴィ・ナイトクラブやルッジェーロの自宅にFBIが盗聴をしかけ、徐々に一家を追いつめていく。逮捕が迫っていると感じた1990年10月末にゴッティの命令もあって一時逃亡する。逃亡先はペンシルベニア州、ロサンゼルス、アトランティックシティなどで、その間も自分のグループの親しい人間とは連絡を取っていた。そして1990年12月11日火曜日にゴッティから呼び出されて行ったレヴィナイトクラブにいるところを、ゴッティやフランク・ロカシーオと一緒にFBIに逮捕される。

## 証人保護プログラム
その後、考えた末に証人保護プログラムの保護下に入ることにした。自叙伝ではゴッティのあまりにも自己中心的な考えが腹立たしかったことが理由とされる。サミーが政府側に寝返ったことに激怒したジェノヴェーゼ一家とニューイングランドのパトリアルカ一家の幹部のジェイムズ・マートラートがグラヴァーノの妻子を殺す計画を立てたという。しかし実行されることはなかった。
サミーが証人になると公表された直後にゴッティや彼の仲間はサミーを中傷する情報戦を始めた。裁判の陪審になる可能性のある一般大衆に向かって、サミーはゲイ、麻薬ディーラー、殺人鬼などという噂がばらまかれた。チラシをまくなどもした。
1991年2月12日に始まった、ゴッティとロカシーオの裁判で証言をする。この結果ガンビーノ一家で9人、コロンボ一家で2人、ジェノヴェーゼ一家で2人、ルッケーゼ一家で2人、ニュージャージーのデカルヴァカンテ一家で1人が有罪になった。ただし、サミーは自分の親しい仲間の証言は避けたという。

## 自叙伝の信憑性について
彼は自叙伝（和書名：アンダーボス）で自身の関わった事件やビジネスについて記載している。元大物マフィオーソの自叙伝は貴重であり、彼らの文化背景を知る良い資料となる反面、事実と異なると思われる描写が多い点は注意が必要。
たとえば、自叙伝ではサミー自身は麻薬売買には関与していなかったと主張しているが、彼の逮捕後にワシントンポスト等の新聞でかつてのゴッティ同様、彼の所得の大部分が麻薬取引に依るものだったと報道されている。
また、クルーの数名が麻薬絡みで殺害されていること（これは自叙伝にも記載がある）等に鑑みるに、現役時代から麻薬取引に一定の関わりがあり、カステラーノ殺害の動機も単純な怨恨ではなく、ゴッティ同様麻薬取引によるものと推察される。
なお、保釈後も麻薬取引を行い、妻のデブラとともに再度の麻薬取引で逮捕されている。